# 영지사대웅전및범종각
영지사대웅전및범종각은 1988년 9월 23일 경상북도의 문화재자료 제207호로 지정되었으나,  2010년 3월 11일 다음과 같이 2개의 문화재로 분리, 재지정되었다.
- 영천 영지사 대웅전 (경상북도의 유형문화재 제420호)
- 영천 영지사 범종각 (경상북도의 문화재자료 제563호)